# Nederlandse kampioenschappen atletiek 2007

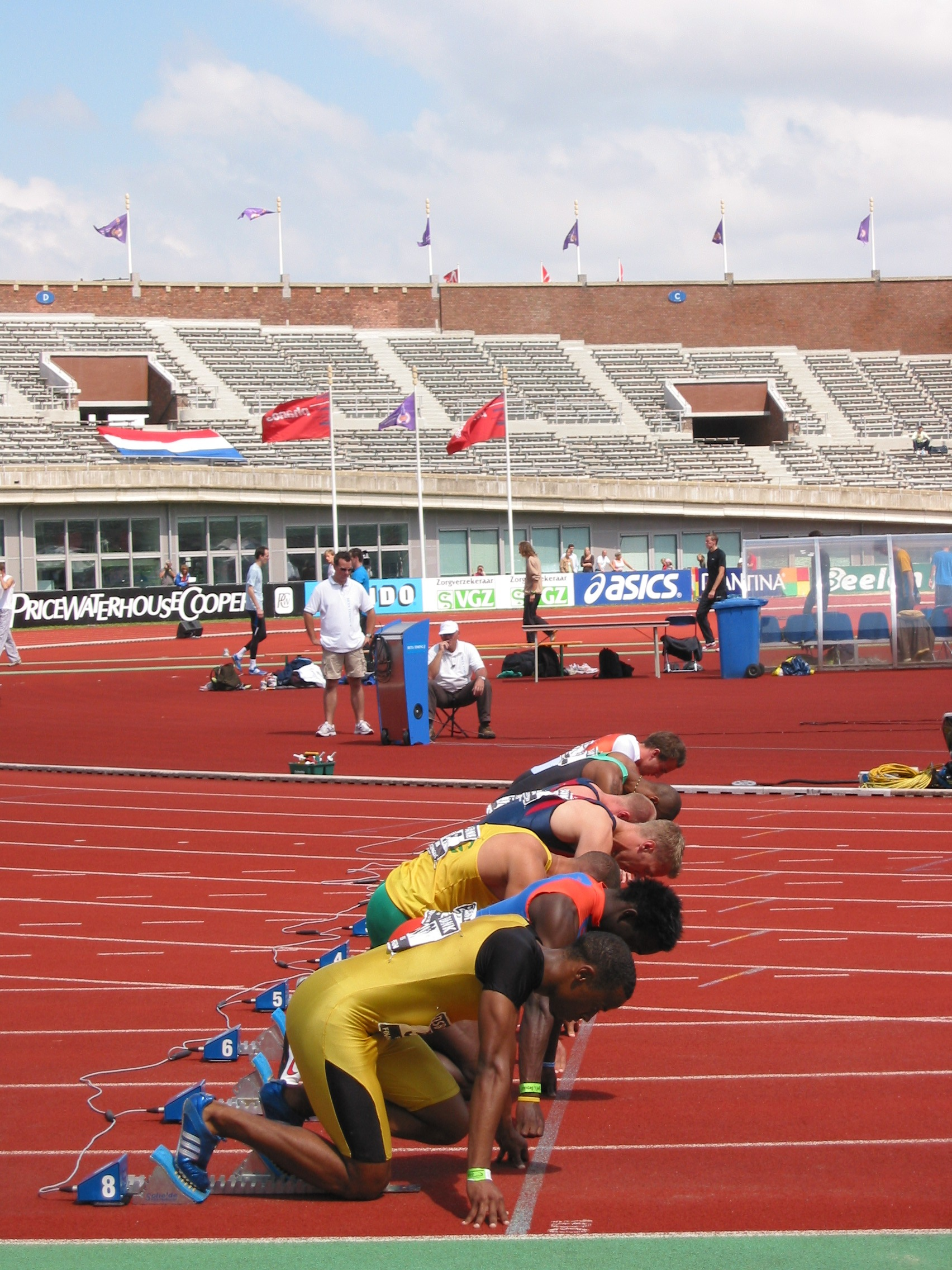
Start van de 100 m op het NK atletiek in Amsterdam

In 2007 werden de Nederlandse kampioenschappen atletiek gehouden op 30 juni en 1 juli in het Olympisch Stadion (Amsterdam). De organisatie ligt in handen van de Amsterdamse atletiekvereniging Phanos in samenwerking met de Atletiekunie (voorheen KNAU).
Bij de editie van 2007 werd voor de eerste keer zondag de finaledag. Op deze dag werden de finales van alle loopnummers en diverse technische nummers gehouden worden.
De 10.000 m voor mannen en vrouwen vond plaats op 17 mei in Utrecht.

## Uitslagen

### 100 m
| rang   | atleet         | prestatie |
| ------ | -------------- | --------- |
| Goud   | Guus Hoogmoed  | 10,26 s   |
| Zilver | Caimin Douglas | 10,40 s   |
| Brons  | Brian Mariano  | 10,54 s   |

| rang   | atlete                | prestatie |
| ------ | --------------------- | --------- |
| Goud   | Pascal van Assendelft | 11,79 s   |
| Zilver | Femke van der Meij    | 11,88 s   |
| Brons  | Kristel Spierenburg   | 12,08 s   |

### 200 m
| rang   | atleet         | prestatie |
| ------ | -------------- | --------- |
| Goud   | Guus Hoogmoed  | 20,48 s   |
| Zilver | Caimin Douglas | 20,92 s   |
| Brons  | Raggae Monsels | 21,42 s   |

| rang   | atlete                | prestatie |
| ------ | --------------------- | --------- |
| Goud   | Pascal van Assendelft | 23,86 s   |
| Zilver | Jamile Samuel         | 24,44 s   |
| Brons  | Kristel Spierenburg   | 24,52 s   |

### 400 m
| rang   | atleet               | prestatie |
| ------ | -------------------- | --------- |
| Goud   | Youssef el Rhalfioui | 46,67 s   |
| Zilver | Steven Zwerink       | 47,42 s   |
| Brons  | Niels van Dijk       | 47,45 s   |

| rang   | atlete               | prestatie |
| ------ | -------------------- | --------- |
| Goud   | Annemarie Schulte    | 53,49 s   |
| Zilver | Petra Groenenboom    | 54,58 s   |
| Brons  | Henrieke Krommendijk | 55,04 s   |

### 800 m
| rang   | atleet               | prestatie |
| ------ | -------------------- | --------- |
| Goud   | Arnoud Okken         | 1.50,30   |
| Zilver | Lucien van Zandvoort | 1.52,34   |
| Brons  | Bouke Onstenk        | 1.52,43   |

| rang   | atlete            | prestatie |
| ------ | ----------------- | --------- |
| Goud   | Machteld Mulder   | 2.10,72   |
| Zilver | Najla Jaber       | 2.10,77   |
| Brons  | Nicole van Amstel | 2.13,14   |

### 1500 m
| rang   | atleet      | prestatie |
| ------ | ----------- | --------- |
| Goud   | Bram Rouwen | 4.08,08   |
| Zilver | Luc Schout  | 4.08,29   |
| Brons  | Bas Eefting | 4.08,41   |

| rang   | atlete          | prestatie |
| ------ | --------------- | --------- |
| Goud   | Marije te Raa   | 4.42,90   |
| Zilver | Nina Mathijssen | 4.43,85   |
| Brons  | Manon Kruiver   | 4.43,98   |

### 5000 m
| rang   | atleet             | prestatie |
| ------ | ------------------ | --------- |
| Goud   | Michel Butter      | 13.55,56  |
| Zilver | Kamiel Maase       | 13.55,68  |
| Brons  | Patrick Stitzinger | 14.28,38  |

| rang   | atlete       | prestatie |
| ------ | ------------ | --------- |
| Goud   | Selma Borst  | 16.40,62  |
| Zilver | Ilse Pol     | 17.05,74  |
| Brons  | Barbara Zutt | 17.07,94  |

### 10.000 m[1]
| rang   | atleet          | prestatie |
| ------ | --------------- | --------- |
| Goud   | Marco Gielen    | 29.14,88  |
| Zilver | Khalid Choukoud | 29.43,12  |
| Brons  | Roy van Son     | 30.29,91  |

| rang   | atlete            | prestatie |
| ------ | ----------------- | --------- |
| Goud   | Daphne Panhuijsen | 34.11,92  |
| Zilver | Pauline Claessen  | 34.24,20  |
| Brons  | Ilse Pol          | 34.28,78  |

### 110 m horden/100 m horden
| rang   | atleet         | prestatie |
| ------ | -------------- | --------- |
| Goud   | Gregory Sedoc  | 13,67 s   |
| Zilver | Purcy Marte    | 14,19 s   |
| Brons  | Pelle Rietveld | 14,21 s   |

| rang   | atlete             | prestatie |
| ------ | ------------------ | --------- |
| Goud   | Femke van der Meij | 13,42 s   |
| Zilver | Karin Ruckstuhl    | 13,54 s   |
| Brons  | Laura Molenaar     | 14,14 s   |

### 400 m horden
| rang   | atleet            | prestatie |
| ------ | ----------------- | --------- |
| Goud   | Eelco Veldhuijzen | 50,77 s   |
| Zilver | Vincent Kerssies  | 50,92 s   |
| Brons  | Thomas Kortbeek   | 51,86 s   |

| rang   | atlete          | prestatie |
| ------ | --------------- | --------- |
| Goud   | Tamara Ruben    | 57,92 s   |
| Zilver | Susanne Dekkers | 60,38 s   |
| Brons  | Marlies Manders | 60,57 s   |

### 3000 m steeplechase
| rang   | atleet            | prestatie |
| ------ | ----------------- | --------- |
| Goud   | Simon Vroemen     | 8.35,40   |
| Zilver | Dennis Licht      | 9.03,86   |
| Brons  | Michiel de Ruiter | 9.08,08   |

| rang   | atlete             | prestatie |
| ------ | ------------------ | --------- |
| Goud   | Andrea Deelstra    | 10.21,56  |
| Zilver | Jolanda Verstraten | 10.24,68  |
| Brons  | Miranda Boonstra   | 10.36,55  |

### Verspringen
| rang   | atleet             | prestatie |
| ------ | ------------------ | --------- |
| Goud   | Joost van Bennekom | 7,28 m    |
| Zilver | Pelle Rietveld     | 7,27 m    |
| Brons  | Jarno Beuving      | 7,04 m    |

| rang   | atlete         | prestatie |
| ------ | -------------- | --------- |
| Goud   | Yvonne Wisse   | 6,10 m    |
| Zilver | Susan Coltman  | 5,93 m    |
| Brons  | Jolanda Keizer | 5,91 m    |

### Hink-stap-springen
| rang   | atleet            | prestatie |
| ------ | ----------------- | --------- |
| Goud   | David van Hetten  | 14,91 m   |
| Zilver | Sander Hage       | 14,45 m   |
| Brons  | Lennart Teunissen | 14,40 m   |

| rang   | atlete                    | prestatie |
| ------ | ------------------------- | --------- |
| Goud   | Brenda Baar               | 12,72 m   |
| Zilver | Janneke Hulshof           | 12,33 m   |
| Brons  | Marloes Strooper-Lammerts | 12,00 m   |

### Hoogspringen
| rang   | atleet           | prestatie |
| ------ | ---------------- | --------- |
| Goud   | Martijn Nuijens  | 2,21 m    |
| Zilver | Jan Peter Larsen | 2,19 m    |
| Brons  | Wilbert Pennings | 2,16 m    |

| rang   | atlete          | prestatie |
| ------ | --------------- | --------- |
| Goud   | Karin Ruckstuhl | 1,82 m    |
| Zilver | Yvonne Wisse    | 1,76 m    |
| Brons  | Titia van Osch  | 1,73 m    |

### Polsstokhoogspringen
| rang   | atleet         | prestatie |
| ------ | -------------- | --------- |
| Goud   | Rens Blom      | 5,42 m    |
| Zilver | Laurens Looije | 5,32 m    |
| Brons  | Niels Geursen  | 4,82 m    |

| rang   | atlete         | prestatie |
| ------ | -------------- | --------- |
| Goud   | Rianna Galiart | 4,01 m    |
| Zilver | Denise Groot   | 3,61 m    |
| Brons  | Imme van Burg  | 3,41 m    |

### Kogelstoten
| rang   | atleet              | prestatie |
| ------ | ------------------- | --------- |
| Goud   | Rutger Smith        | 20,38 m   |
| Zilver | Erik van Vreumingen | 18,75 m   |
| Brons  | Eddy Cardol         | 18,73 m   |

| rang   | atlete            | prestatie |
| ------ | ----------------- | --------- |
| Goud   | Denise Kemkers    | 17,00 m   |
| Zilver | Melissa Boekelman | 16,35 m   |
| Brons  | Loes Verlaak      | 15,19 m   |

### Discuswerpen
| rang   | atleet          | prestatie |
| ------ | --------------- | --------- |
| Goud   | Rutger Smith    | 63,63 m   |
| Zilver | Erik Cadée      | 59,85 m   |
| Brons  | Maarten Persoon | 53,55 m   |

| rang   | atlete            | prestatie |
| ------ | ----------------- | --------- |
| Goud   | Monique Jansen    | 54,10 m   |
| Zilver | Loes Verlaak      | 50,40 m   |
| Brons  | Melissa Boekelman | 48,09 m   |

### Speerwerpen
| rang   | atleet           | prestatie |
| ------ | ---------------- | --------- |
| Goud   | Elliott Thijssen | 69,42 m   |
| Zilver | Jeroen Blommerde | 69,39 m   |
| Brons  | Eugène Martineau | 68,74 m   |

| rang   | atlete              | prestatie |
| ------ | ------------------- | --------- |
| Goud   | Bregje Crolla       | 54,53 m   |
| Zilver | Saskia Triesscheijn | 46,90 m   |
| Brons  | Jisca Docters       | 44,03 m   |

### Kogelslingeren
| rang   | atleet          | prestatie |
| ------ | --------------- | --------- |
| Goud   | Ronald Gram     | 63,18 m   |
| Zilver | Vincent Onos    | 62,48 m   |
| Brons  | Maarten Persoon | 55,20 m   |

| rang   | atlete               | prestatie |
| ------ | -------------------- | --------- |
| Goud   | Maaike Schetters     | 58,50 m   |
| Zilver | Nicky van der Schilt | 50,19 m   |
| Brons  | Gonny Mik            | 49,92 m   |

1904 · 
1908 · 
1909 · 
1910 · 
1911 · 
1912 · 
1913 · 
1914 · 
1915 · 
1917 · 
1918 · 
1919 · 
1920 · 
1921 · 
1922 · 
1923 · 
1924 · 
1925 · 
1926 · 
1927 · 
1928 · 
1929 · 
1930 · 
1931 · 
1932 · 
1933 · 
1934 · 
1935 · 
1936 · 
1937 · 
1938 · 
1939 · 
1940 · 
1941 · 
1942 · 
1943 · 
1944 · 
1946 · 
1947 · 
1948 · 
1949 · 
1950 · 
1951 · 
1952 · 
1953 · 
1954 · 
1955 · 
1956 · 
1957 · 
1958 · 
1959 · 
1960 · 
1961 · 
1962 · 
1963 · 
1964 · 
1965 · 
1966 · 
1967 · 
1968 · 
1969 · 
1970 · 
1971 · 
1972 · 
1973 · 
1974 · 
1975 · 
1976 · 
1977 · 
1978 · 
1979 · 
1980 · 
1981 · 
1982 · 
1983 · 
1984 · 
1985 · 
1986 · 
1987 · 
1988 · 
1989 · 
1990 · 
1991 · 
1992 · 
1993 · 
1994 · 
1995 · 
1996 · 
1997 · 
1998 · 
1999 · 
2000 · 
2001 · 
2002 · 
2003 · 
2004 · 
2005 · 
2006 · 
2007 · 
2008 · 
2009 · 
2010 · 
2011 · 
2012 · 
2013 · 
2014 · 
2015 · 
2016 ·
2017 ·
2018 ·
2019 ·
2020 ·
2021 ·
2022 ·
2023 ·
2024 ·
2025